# Paolo Tofoli
Paolo Tofoli (Fermo, 14 de agosto de 1966) é um técnico e ex-jogador de voleibol da Itália.
Ele jogou 342 vezes pela seleção italiana. Tofoli foi em duas ocasiões campeão mundial (1990 e 1994). Ele também conquistou o campeonato europeu quatro vezes (1989, 1993, 1995 e 1999). Representou a Itália em quatro Jogos Olímpicos, ganhando duas medalhas de prata e uma de bronze.
Desde a temporada 2010/2011, Tofoli está trabalhando como treinador do time italiano feminino de vôlei Scavolini Pesaro.

## Clubes
| Clube          | País   | De        | Até       |
| Padova         | Itália | 1984–1985 | 1989–1990 |
| Sisley Treviso | Itália | 1990–1991 | 1996–1997 |
| Ferrara        | Itália | 1997–1998 | 1997–1998 |
| Roma           | Itália | 1998–1999 | 2000–2001 |
| Trentino       | Itália | 2001–2002 | 2004–2005 |
| Perugia        | Itália | 2005–2006 | 2005–2006 |
| M. Roma Volley | Itália | 2006–2007 | 2008–2009 |

## Prêmios individuais
- "Melhor levantador" da liga mundial de 1990
- "Melhor recepção" da liga mundial de 1990